# Thập niên 720 TCN
Thập niên 720 TCN hay thập kỷ 720 TCN chỉ đến những năm từ 720 TCN đến 729 TCN.